# César Inga
César Johan Inga Velásquez (Chimbote, 30 aprile 2002) è un calciatore peruviano, difensore dell'Universitario.

## Carriera

### Club
Cresciuto prima nel settore giovanile dell'Union Juventud, poi del ADT debutta in prima squadra il 6 febbraio 2022, nel pareggio esterno per 0-0 in Liga 1 contro il Carlos Stein. Il 26 novembre 2024 è stato ufficializzato come nuovo rinforzo dall'Universitario, dove si è trasferito il primo gennaio seguente.

### Nazionale
Il 6 giugno 2025 debutta con la Nazionale peruviana, nella sfida delle Qualificazioni al mondiale, pareggiata per 0-0 contro la Colombia.

## Statistiche

### Presenze e reti nei club
Statistiche aggiornate al 20 giugno 2025.
| Stagione        | Squadra         | Campionato      | Campionato | Campionato | Coppe nazionali | Coppe nazionali | Coppe nazionali | Coppe continentali | Coppe continentali | Coppe continentali | Altre coppe | Altre coppe | Altre coppe | Totale | Totale |
| Stagione        | Squadra         | Comp            | Pres       | Reti       | Comp            | Pres            | Reti            | Comp               | Pres               | Retin              | Comp        | Pres        | Reti        | Pres   | Reti   |
| --------------- | --------------- | --------------- | ---------- | ---------- | --------------- | --------------- | --------------- | ------------------ | ------------------ | ------------------ | ----------- | ----------- | ----------- | ------ | ------ |
| 2022            | ADT             | PD              | 24         | 1          | -               | -               | -               | -                  | -                  | -                  | -           | -           | -           | 24     | 1      |
| 2023            | ADT             | PD              | 22         | 0          | -               | -               | -               | -                  | -                  | -                  | -           | -           | -           | 22     | 0      |
| 2024            | ADT             | PD              | 32         | 0          | -               | -               | -               | CS                 | 0                  | 0                  | -           | -           | -           | 32     | 0      |
| Totale ADT      | Totale ADT      | Totale ADT      | 78         | 1          |                 | 0               | 0               |                    | 0                  | 0                  |             | -           | -           | 78     | 1      |
| 2025            | Universitario   | PD              | 11         | 1          | -               | -               | -               | CL                 | 6                  | 0                  | -           | -           | -           | 24     | 1      |
| Totale carriera | Totale carriera | Totale carriera | 89         | 2          |                 | 0               | 0               |                    | 6                  | 0                  |             | -           | -           | 95     | 2      |

### Cronologia presenze e reti in nazionale
| Cronologia completa delle presenze e delle reti in nazionale ― Perù | Cronologia completa delle presenze e delle reti in nazionale ― Perù | Cronologia completa delle presenze e delle reti in nazionale ― Perù | Cronologia completa delle presenze e delle reti in nazionale ― Perù | Cronologia completa delle presenze e delle reti in nazionale ― Perù | Cronologia completa delle presenze e delle reti in nazionale ― Perù | Cronologia completa delle presenze e delle reti in nazionale ― Perù | Cronologia completa delle presenze e delle reti in nazionale ― Perù |
| Data                                                                | Città                                                               | In casa                                                             | Risultato                                                           | Ospiti                                                              | Competizione                                                        | Reti                                                                | Note                                                                |
| ------------------------------------------------------------------- | ------------------------------------------------------------------- | ------------------------------------------------------------------- | ------------------------------------------------------------------- | ------------------------------------------------------------------- | ------------------------------------------------------------------- | ------------------------------------------------------------------- | ------------------------------------------------------------------- |
| 6-6-2025                                                            | Barranquilla                                                        | Colombia                                                            | 0 – 0                                                               | Perù                                                                | Qual. Mondiali 2026                                                 | -                                                                   | 46’                                                                 |
| Totale                                                              |                                                                     | Presenze                                                            | 1                                                                   |                                                                     | Reti                                                                | 0                                                                   |                                                                     |